# Nikoides maldivensis
Nikoides maldivensis är en kräftdjursart som beskrevs av Lancelot Alexander Borradaile 1915. Nikoides maldivensis ingår i släktet Nikoides och familjen Processidae. Inga underarter finns listade i Catalogue of Life.